# Jean Vuarnet
Jean Vuarnet (18. ledna 1933, Le Bardo, Francie – 2. ledna 2017, Sallanches) byl francouzský alpský lyžař narozený v Tunisku.
Na zimní olympiádě ve Squaw Valley roku 1960 vybojoval zlato ve sjezdu. Tato medaile se zároveň počítá v historických statistikách jako medaile z mistrovství světa, kde si krom toho v roce 1958 připsal bronz ve sjezdu. Od roku 1957 do roku 1959 posbíral sedm titulů francouzského mistra. Do dějin alpského lyžování se zapsal i jako vynálezce lyžařské techniky zvané jím „vajíčko“ („l'œuf“), v současnosti známé především jako „tuck“ – jde o zaujmutí aerodynamické pozice při sjezdu, ve které závodník pokrčí kolena, hůlky složí do podpaždí, natáhne ruce a sevře pěsti, čímž se zvýší jeho rychlost. Byl také prvním, kdo závodil na kovových lyžích. Právě na nich vyhrál sjezd na olympijských hrách 1960, a to o půl sekundy. Propůjčil své jméno známým brýlím proti slunci, tato značka funguje dosud, rozmachu dosáhla zejména v 80. letech, kdy si ji oblíbily celebrity jako Mick Jagger nebo Miles Davis. Po skončení závodní kariéry byl v letech 1968 až 1972 šéfem italského alpsko-lyžařského týmu a poté viceprezidentem francouzské lyžařské asociace (1972–1974). Jeho první manželka Edith a nejmladší syn Patrick byli mezi členy kultu Řádu slunečního chrámu, kteří v roce 1994 spáchali hromadnou sebevraždu.